# Валенсиано, Иван
Иван Рене Валенсиано Перес (род. 18 марта 1972, Барранкилья) — колумбийский футболист. Является вторым лучшим бомбардиром в истории колумбийского профессионального футбола после Серхио Гальвана Рея с 217 голами и лучшим бомбардиром «Атлетико Хуниор» с 158 голами. Он ушёл в отставку в 2009 году после двух сезонов с клубом из второго дивизиона, «Альянса Петролера».
С января 2010 года он является тренером форвардов «Реал Картахена».

## Карьера

### Клубная
Он стал профессиональным футболистом в «Хуниоре», дебютировав 23 октября 1988 года в Боготе в матче против «Санта-Фе», в этом же матче Валенсиано забил свой первый гол. Так началась долгая карьера Валенсиано, которая охватила два десятилетия. Он шесть раз становился лучшим бомбардиром «Хуниора». Наиболее результативным для Валенсиано стал сезон 1995/96, когда он забил 36 голов. Всего он три раза становился лучшим бомбардиром чемпионата Колумбии. В 1991 году 19-летнему Валенсиано удалось забить 30 голов, это было первое его подобное достижение. Второй раз это случилось в 1995 году, с 24 голами в 30 играх, кроме того, «Атлетико» стал чемпионом.
Валенсиано принял участие в чемпионате Италии в 1992 году с «Аталанта», где он не смог забить ни одного гола, не считая мяча в ворота «Венеции» в кубке Италии. В Италии он зарекомендовал себя не очень хорошо, поэтому вернулся в «Хуниор» в следующем году.
В 1993 году он впервые выиграл чемпионат Колумбии, забив 18 голов. В Колумбии, помимо «Хуниора», он выступал за «Депортиво Уникоста», «Индепендьенте Медельин», «Атлетико Букараманга», «Депортиво Кали», «Мильонариос», «Унион Магдалена», «Депортес Киндио» и «Альянса Петролера».
11 июля 2009 года состоялся прощальный матч Ивана Рене Валенсиано на стадионе «Метрополитано Роберто Мелендес». На товарищескую игру были приглашены выдающиеся игроки, такие как голландец Эдгар Давидс, чилиец Иван Саморано, уругваец Паоло Монтеро, аргентинец Серхио Гойкочеа и колумбийцы Карлос Вальдеррама, Фаустино Асприлья, Арнольдо Игуаран, Маурисио Серна, Виктор Аристисабаль и другие. Матч закончился победой иностранной командой со счетом 8:7, Валенсиано забил два гола.

### Национальная сборная
На международном уровне Валенсиано начал с молодёжной сборной, с которой принял участие в Кубке Америки 1988 в Аргентине, в 1989 году — в чемпионате мира в Саудовской Аравии.
15 июля 1991 года он дебютировал за первую сборную в Кубке Америки, заменив на 78-й минуте Арнольдо Игуарана. Он участвовал в Парагвае в квалификации к Олимпийским играм 1992, выиграв награду лучшего бомбардира с шестью голами. В следующем году он сыграл на Олимпийских играх в Барселоне. Он также играл на чемпионате мира 1994 года в США.

## Телевидение
Валенсиано через несколько лет после ухода из футбола был приглашён для участия в реалити-шоу «Остров знаменитостей» от канала RCN.
После этого он участвовал в новом шоу под названием «Extreme Makeover» того же канала, куда он был приглашён, для нескольких операций на теле, включая липосакцию.